# Краснобель
Краснобель (біл. Краснабель) — село (веска) в складі Оршанського району розташоване у Вітебській області Білорусі. Село входить до складу Орєховської сільської ради.
Веска Краснобель розташована на півночі Білорусі, у південно-східній частині Вітебської області.